# روبرتو سوازو كوردوفا
روبرتو سوازو كوردوفا (بالإسبانية: Roberto Suazo Córdova) (و. 1927 – م) هو سياسي، وطبيب من هندوراس .

## روابط خارجية
- روبرتو سوازو كوردوفا على موقع الموسوعة البريطانية (الإنجليزية)
- روبرتو سوازو كوردوفا على موقع مونزينجر (الألمانية)